# Cádavos
Cádavos (llamada oficialmente Santa María Madanela de Cádavos) es una parroquia y un pueblo del municipio español de La Mezquita, en la provincia de Orense, Galicia.

## Geografía
Se encuentra en el sureste del municipio limítrofe con Portugal (freguesias de Moimenta y Montouto, en el municipio de Vinhais), a unos 900 m s. n. m. Está a 7 km del pueblo de La Mezquita. En el extremo sureste se encuentra el Penedo dos Tres Reinos y la Fonte dos Tres Reis, que marcaba el límite entre el Reino de Galicia, el Reino de León y el Reino de Portugal.
El territorio parroquial se ubica físicamente al comienzo de la depresión del río Duero, entre el valle y los lombeiros, y es atravesado por el este, de norte a sur, por el río Cádavos, anteriormente también conocido como río Paulador, siendo un afluente del río Rabaçal en Portugal.
El territorio presenta una considerable riqueza faunística y vegetal con una importante masa de árboles caducifolios, Touzas, robledales, bosque de ribera y castaños centenarios. Las zonas más altas y penedías están pobladas de matorral y monte bajo (torgais, brezo, chaguazo, carquesa, retama negra, etc.). La mayor parte de la superficie está incluida en la Red Natura 2000, integrada en el espacio clasificado oficialmente como Pena Maseira.

## Toponimia
La parroquia también es conocida por el nombre de Santa María Magdalena de Cádavos.

## Historia
El pueblo fue feudo privado de la familia Guerra entre el  siglo XVII y siglo XVIII, familia inicialmente ligada a la familia Cadórniga, señores de La Mezquita, propietarios de los bienes expropiados a los Templarios y dueños de la casa solariega que aún se conserva en el centro del pueblo de A Mezquita.
En el año 1826 (según Miñano), Cádavos aparece como villa reguenga, en la jurisdicción de la Vilavella da Mezquita (jurisdicción ordinaria) y con importantes costumbres.
Después del Golpe de Estado en España de julio de 1936 hubo un efímero foco de resistencia en las tropas golpistas. A la presencia en Cádavos de un cuartel de carabineros que cumplía con la legalidad democrática republicana, se sumó la presencia de sindicalistas que trabajaban entonces en la construcción del ferrocarril entre Zamora y Orense. Sin embargo, a finales de julio de 1936, la Falange Española y el poder militar de Francisco Franco ya habían ahogado en sangre a la resistencia. La represión, las represalias, los fusilamientos y el exilio no se hicieron esperar para muchos.

## Aspectos lingüísticos
Lingüísticamente, Cádavos está claramente integrado en el dominio lingüístico gallego-portugués. El 99% de la población es monolingüe en idioma gallego. Dentro del gallego, la lengua de Cádavos pertenece a la variante oriental, y dentro de esta a la subzona de As Frieiras-As Portelas.

## Organización territorial
La parroquia está formada por una entidad de población:
- * Cádavos

## Demografía
En la actualidad la población estable durante el año en Cádavos no llega a los cien habitantes, mucho menos de la mitad del censo de 1950 (243 hab.). Situación equiparable al resto de parroquias del municipio. Este hecho se enmarca dentro de las consecuencias de las oleadas migratorias que sufrió Galicia por el interior y el este, primero en dirección a América Latina y más tarde hacia Centroeuropa y las zonas más desarrolladas de España. La impermeabilidad legal de la línea con Portugal y la distancia kilométrica a los grandes núcleos urbanos de Galicia acentuaron aún más el retraso que, como en otras regiones de Galicia, fue responsabilidad directa de la dominación y marginación española y de la política colonial. 
Gráfica demográfica del pueblo y parroquia de Cádavos según el INE español:
| Gráfica de evolución demográfica de Cádavos entre 2000 y 2022 |
|                                                               |
| Datos según el nomenclátor publicado por el INE.              |

## Patrimonio
Iglesia del siglo XVII con retablos barrocos del siglo XVIII.
Hay dos casas señoriales con escudos de armas, una de ellas completamente derrumbada, con un notable escudo de armas conservado por una familia fuera de su lugar original. La otra casa señorial, situada hacia la plaza en el centro del pueblo, tiene escudos de enigmático diseño (no siguen la ortodoxia exigida por los escudos de armas) que hacen referencia, según algunos estudiosos, a la presencia de templarios en épocas anteriores y posteriores, antes de la construcción de la casa o aunque sugieran una presencia hebraica o judía en un barrio con el candelabro de siete brazos (menorah) judío y otro cuartel con la serpiente de bronce rastrera que Moisés levanta en el desierto, símbolo de la inmortalidad
En todo caso, se conoce el nombre del autor, Don Vicente Guerra Álvarez por 1760.
Son muchas las casas con lucernarios grabados que datan de principios del siglo XVIII, lo que puede dar una idea de la recuperación y crecimiento de Cádavos tras las guerras de independencia de Portugal en la segunda mitad del siglo XVII.